# Notoskordum

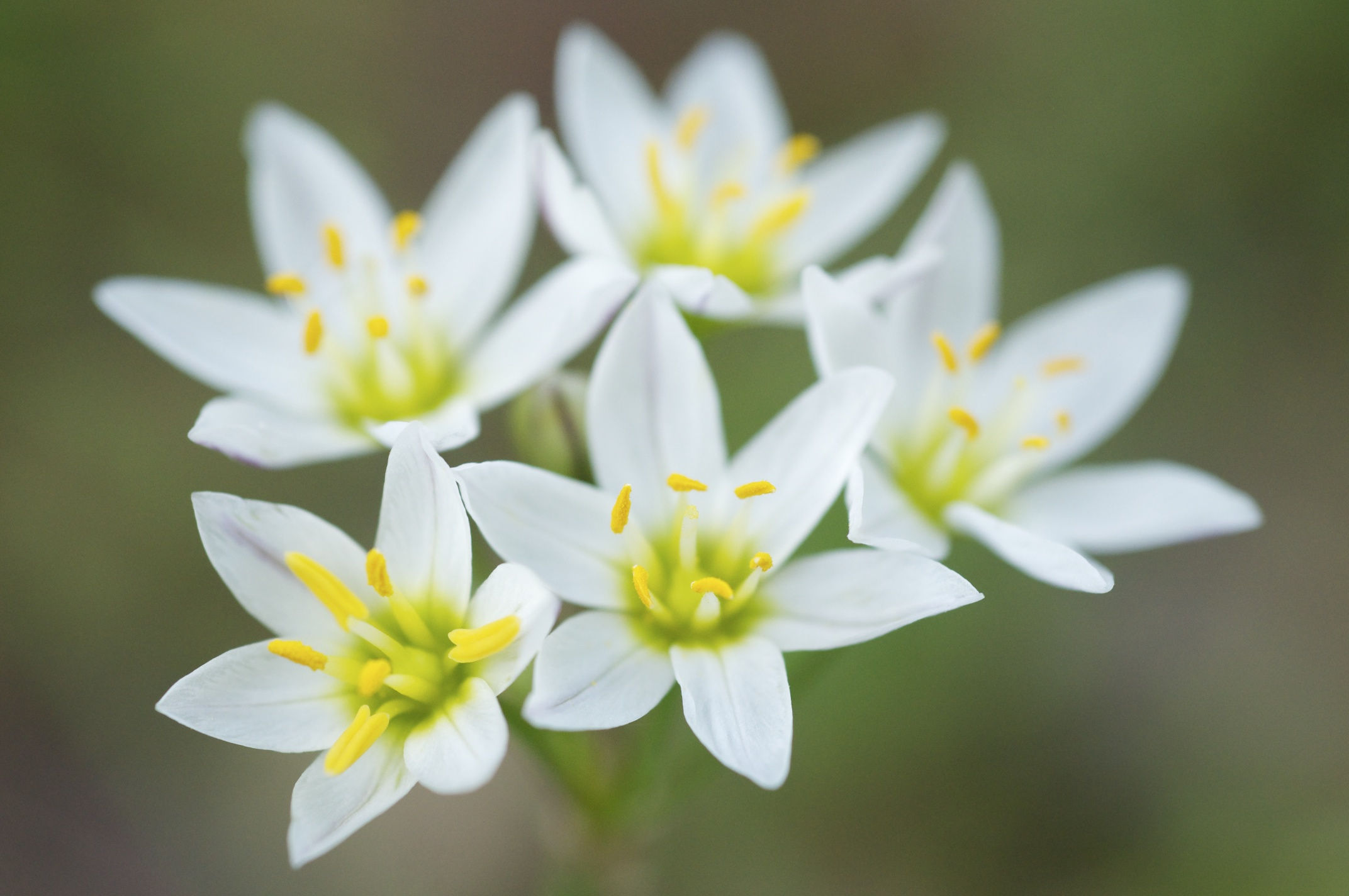
Nothoscordum bivalve

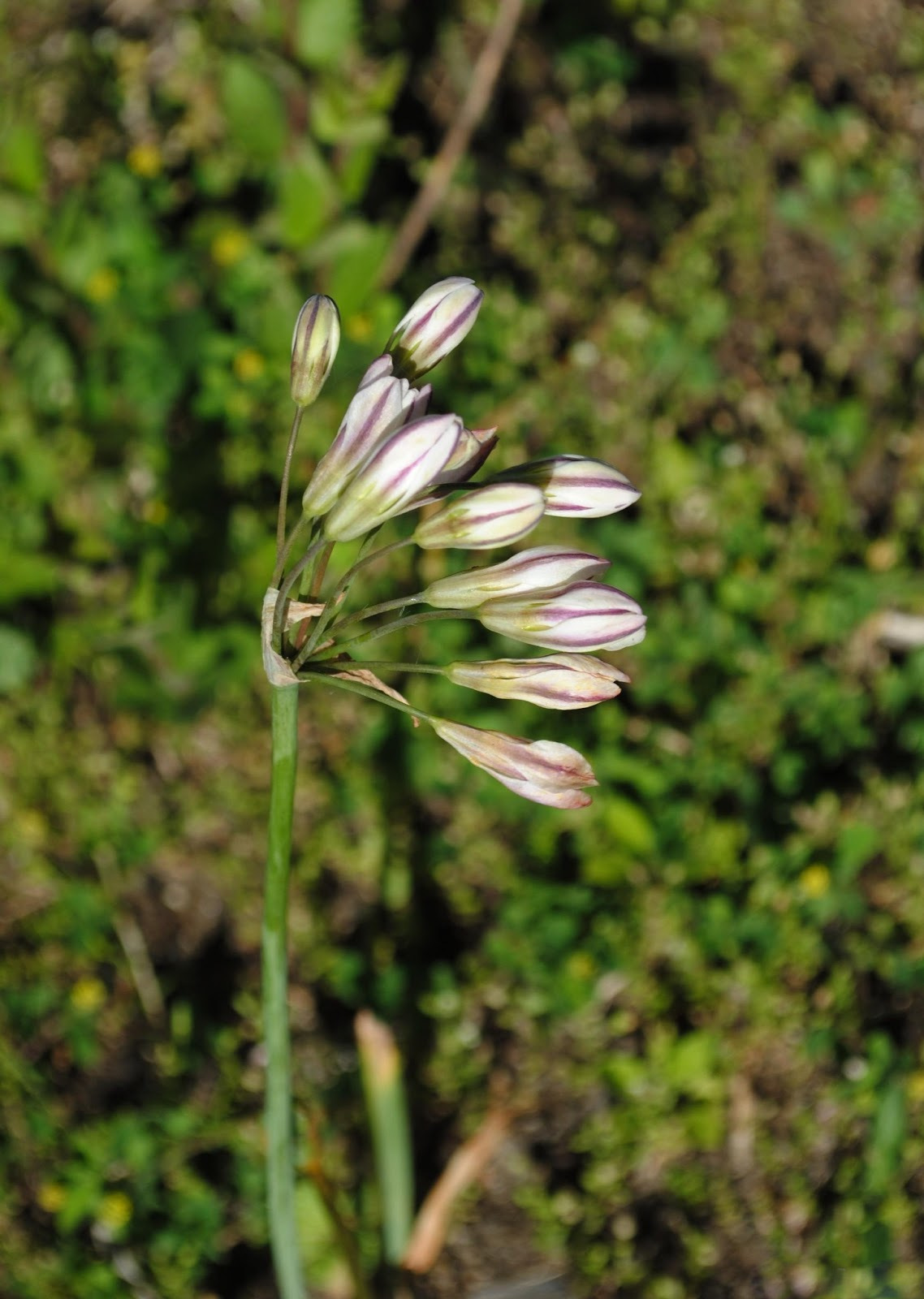
Nothoscordum gracile

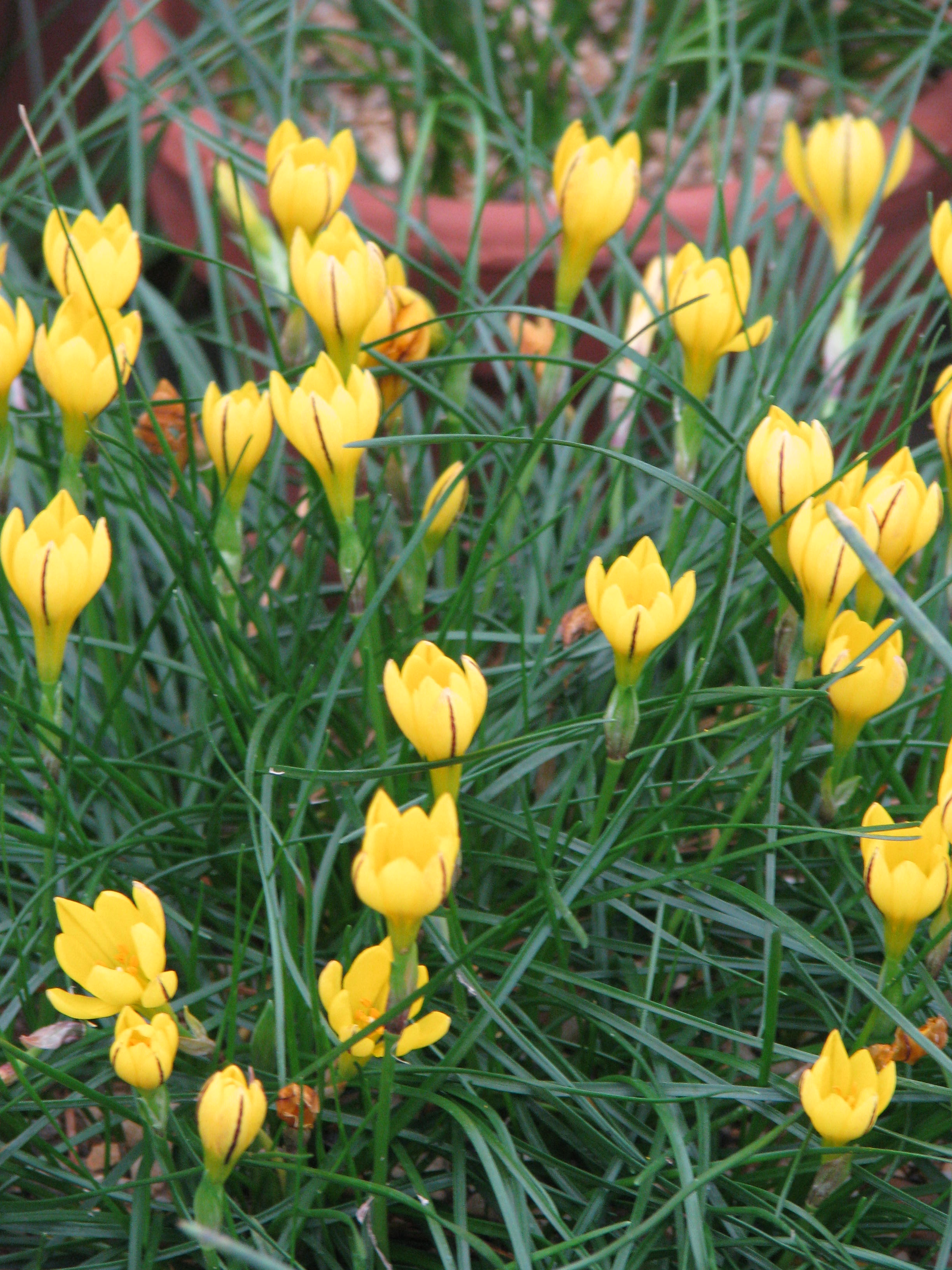
Nothoscordum dialystemon

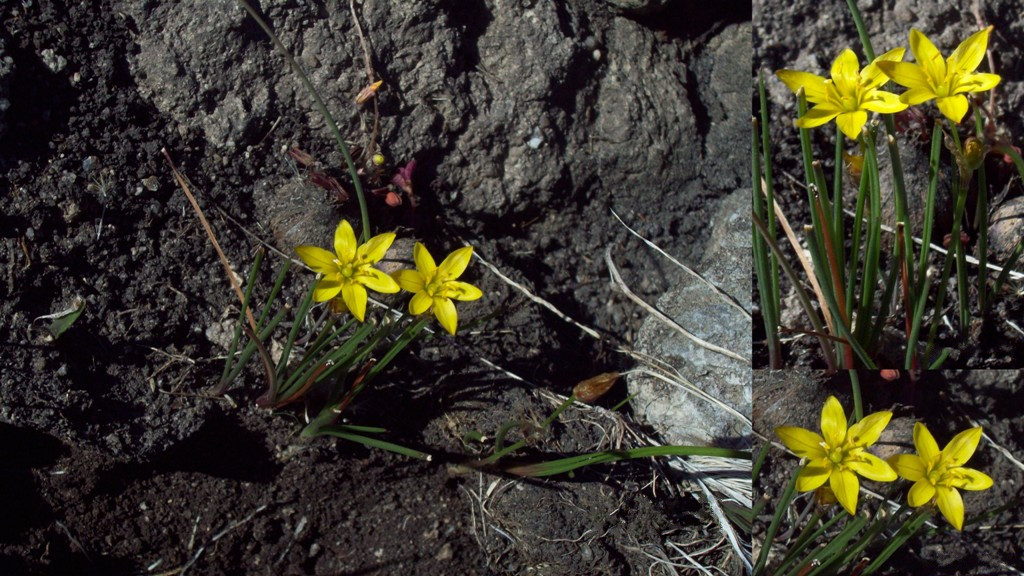
Nothoscordum montevidense

Notoskordum (Nothoscordum Kunth) – rodzaj roślin należących do rodziny amarylkowatych (Amaryllidaceae), obejmujący 89 gatunków. Większość gatunków występuje endemicznie w Ameryce Południowej. Zasięg Nothoscordum bivalve obejmuje obszar od północno-wschodniej Argentyny i środkowego Chile przez Amerykę Środkową do Stanów Zjednoczonych Ameryki Północnej. Gatunek Nothoscordum gracile, występujący naturalnie w Ameryce Południowej i Środkowej, został introdukowany do Stanów Zjednoczonych, Australii, Nowej Zelandii, południowej, wschodniej i północnej Afryki, do Palestyny na Bliskim Wschodzie oraz do południowej i zachodniej Europy, gdzie występuje w Wielkiej Brytanii, Francji, Hiszpanii, Portugalii, na Sycylii, Cyprze i w Grecji. W miejscach introdukcji uległ naturalizacji, stając się organizmem kosmopolitycznym. 
Mieszaniec N. gracile i N. entrerianum: Nothoscordum ×borbonicum jest kosmopolitycznym chwastem. Bardzo szybko rozplenia się z nasion i cebulek przybyszowych i jest bardzo trudny do zwalczenia.

## Morfologia i biologia
PokrójWieloletnie rośliny zielne.
PędPodziemne cebule okryte błoniastą tuniką, produkujące liczne cebulki potomne.
LiścieLiście odziomkowe, zwykle obecne w czasie kwitnienia roślin, nitkowate do równowąskich, miękkie, płaskie, o zachodzących na siebie krawędziach, tworzące u nasady pochwę liściową.
KwiatyZebrane po 10-25 w baldach, wyrastający na głąbiku ponad poziom liści, trwałe. Kwiatostan wsparty dwiema (rzadziej większą liczbą) małymi podsadkami wyraźnie nachodzącymi na siebie u nasady, stanowiącymi okrywę młodego kwiatostanu. Okwiat promienisty, zbudowany z sześciu listków położonych w dwóch okółkach. Listki okwiatu zrośnięte na długości 1/3 od nasady, białe do zielonkawobiałych, niekiedy z fioletowym zabarwieniem, u niektórych gatunków żółte, różowawe do liliowych. Sześć pręcików, krótszych od listków okwiatu, o równowąsko-lancetowatych do szydłowatych nitkach, przylegających do siebie w dolnej połowie. Pylniki podługowate, łączące się z nitką grzbietowo, skierowane do wewnątrz. Zalążnia odwrotniejajowata, zawierająca od 4 do 12 zalążków, górna, siedząca, trójkomorowa. Szyjka słupka nitkowata.
OwoceBłoniaste, pękające torebki, zawierające czarne, lśniące, kanciaste nasiona.
Gatunki podobneRośliny z tego rodzaju przypominają gatunki z rodzaju czosnek, od którego różnią się okrywą kwiatostanu zbudowaną z zachodzących na siebie dwóch listków oraz brakiem charakterystycznego zapachu.
GenetykaLiczba chromosomów 2n = 10, 16, 18, 19, 24, 26. W tym rodzaju chromosomy akrocentryczne są połowy długości chromosomów metacentrycznych. Suma liczby chromosomów akrocentrycznych i dwukrotności liczby chromosomów metacentrycznych jest wielokrotnością 8.

## Systematyka
Rodzaj z plemienia Gilliesieae z podrodziny czosnkowych (Allioideae) z rodziny amarylkowatych (Amaryllidaceae). 
Wykaz gatunków
- Nothoscordum achalense Ravenna
- Nothoscordum albitractum Ravenna
- Nothoscordum altillanense Ravenna & Biurrun
- Nothoscordum andicola Kunth
- Nothoscordum aparadense Ravenna
- Nothoscordum arenarium Herter
- Nothoscordum auratum Ravenna
- Nothoscordum bahiense Ravenna
- Nothoscordum balaenense Ravenna
- Nothoscordum basalticum Ravenna
- Nothoscordum bivalve (L.) Britton – notoskordum dwuklapowe[13]
- Nothoscordum boliviense Ravenna
- Nothoscordum bonariense (Pers.) Beauverd – notoskordum argentyńskie[14]
- Nothoscordum calcaense Ravenna
- Nothoscordum calderense Ravenna
- Nothoscordum cambarense Ravenna
- Nothoscordum capivarinum Ravenna
- Nothoscordum carambolense Ravenna
- Nothoscordum catharinense Ravenna
- Nothoscordum clevelandicum  Ravenna
- Nothoscordum collinum Ravenna
- Nothoscordum conostylum Ravenna
- Nothoscordum correntinum Ravenna
- Nothoscordum curvipes Ravenna
- Nothoscordum cuyanum Ravenna
- Nothoscordum demissum Ravenna
- Nothoscordum dialystemon (Guagl.) Crosa
- Nothoscordum dynamiandrum Ravenna
- Nothoscordum empedradense Ravenna
- Nothoscordum entrerianum Ravenna
- Nothoscordum exile Ravenna
- Nothoscordum famatinense Ravenna
- Nothoscordum felipponei Beauverd
- Nothoscordum gaudichaudian um Kunth
- Nothoscordum gibbatum Ravenna
- Nothoscordum glareosum Ravenna
- Nothoscordum gracile (Aiton) Stearn
- Nothoscordum gracilipes Ravenna
- Nothoscordum hirtellum (Kunth) Herter
- Nothoscordum ibiramense Ravenna
- Nothoscordum ineanum Ravenna
- Nothoscordum inundatum Ravenna
- Nothoscordum ipacarainum Ravenna
- Nothoscordum itatiense Ravenna
- Nothoscordum izaguirreae Crosa
- Nothoscordum jaibanum Ravenna
- Nothoscordum leptogynum Ravenna
- Nothoscordum luteomajus Ravenna
- Nothoscordum luteominus Ravenna
- Nothoscordum macrantherum (Kuntze) Beauverd
- Nothoscordum mahui Traub
- Nothoscordum moconense Ravenna
- Nothoscordum modestum Ravenna
- Nothoscordum montevidense Beauverd
- Nothoscordum muscorum Ravenna
- Nothoscordum nublense Ravenna
- Nothoscordum nudicaule (Lehm.) Guagl.
- Nothoscordum nudum Beauverd
- Nothoscordum nutans Ravenna
- Nothoscordum pachyrhizum Ravenna
- Nothoscordum paradoxum Ravenna
- Nothoscordum patricium Ravenna
- Nothoscordum pedersenii Ravenna
- Nothoscordum pernambucanum  Ravenna
- Nothoscordum planifolium Ravenna
- Nothoscordum portoalegrens e Ravenna
- Nothoscordum pulchellum Kunth
- Nothoscordum punillense Ravenna
- Nothoscordum rigidiscapum Ravenna
- Nothoscordum saltense Ravenna
- Nothoscordum scabridulum Beauverd
- Nothoscordum sengesianum Ravenna
- Nothoscordum setaceum (Baker) Ravenna
- Nothoscordum stenandrum Ravenna
- Nothoscordum subtile Ravenna
- Nothoscordum tafiense Ravenna
- Nothoscordum tarijanum Ravenna
- Nothoscordum tenuifolium Ravenna
- Nothoscordum tibaginum Ravenna
- Nothoscordum tricostatum Ravenna
- Nothoscordum tuyutiense Ravenna
- Nothoscordum umburucuyanum  Ravenna
- Nothoscordum uruguaianum Ravenna
- Nothoscordum velazcoense Ravenna
- Nothoscordum vernum Phil.
- Nothoscordum vigilense Ravenna
- Nothoscordum vittatum (Griseb.) Ravenna
- Nothoscordum yalaense Ravenna
- Nothoscordum yatainum Ravenna

## Nazewnictwo
Etymologia nazwy naukowejNazwa naukowa rodzaju pochodzi od greckich słów  νόθος (nothos – nieprawowitym, fałszywy) i σκόρδο (skordo – czosnek).
Nazwa zwyczajowa w języku polskimPolska nazwa rodzaju opublikowana została w słownikach pod redakcją Ludmiły Karpowiczowej (1973) i Wiesława Gawrysia (2008).
Nazwa zwyczajowa w języku angielskimRośliny z tego rodzaju nazywa się false garlic (zgodnie z nazwą naukową) lub crow poison (mimo że rośliny nie są trujące).
Synonimy taksonomiczne
- Pseudoscordum Herb., Amaryllidaceae: 11 (1837)
- Hesperocles Salisb., Gen. Pl.: 85 (1855)
- Oligosma Salisb., Gen. Pl.: 85 (1866)
- Beauverdia Herter, Boissiera 7: 507 (1943)

## Zastosowanie
Rośliny ozdobneGatunki notoskordum o kwiatach żółtych i wonnych (N. felipponei, N. montevidense) lub bezwonnych (N. ostenii, N. hirtellum), a także różowawych lub liliowych (N. bivalve var. lilacinum) są uprawiane jako rośliny ozdobne, w tym jako rośliny pokojowe.
Rośliny spożywczeW Peru cebule gatunku N. andicola, o lekko czosnkowatym aromacie, są jadane po ugotowaniu.